# Neorhinotora fonsecai
Neorhinotora fonsecai är en tvåvingeart som först beskrevs av Guilherme A.M.Lopes 1934.  Neorhinotora fonsecai ingår i släktet Neorhinotora och familjen myllflugor. Inga underarter finns listade i Catalogue of Life.